# Marina di San Gregorio
Marina di San Gregorio è una località balneare della provincia di Lecce e frazione di Patù.
La costa è prevalentemente rocciosa ma spesso facilmente accessibile.

## Storia
La località costituiva l'antico porto del centro messapico di Vereto, come testimoniato dai resti, ancora visibili, di antichi edifici portuali e del molo messapico. 
Nel XVI secolo venne costruita una torre di avvistamento, Torre San Gregorio appunto, da cui deriva il nome della località.
La torre andata parzialmente distrutta a causa di un attacco dei Saraceni, venne in seguito ristrutturata ed adibita ad abitazione privata.

## Monumenti e luoghi d'interesse

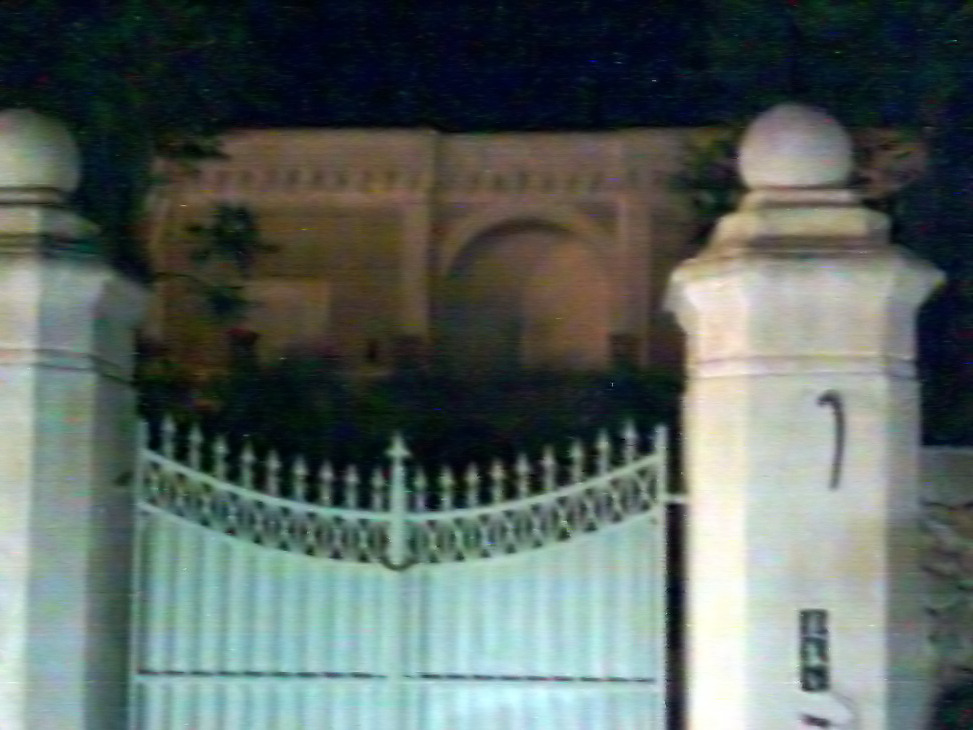
la torre ricostruita

La Torre San Gregorio è il monumento maggiore della frazione.